# Monotheist
Monotheist - album szwajcarskiej awangardowo-metalowej grupy Celtic Frost. Ostatni na płycie utwór jest trzecią i ostatnią częścią requiem, rozpoczętego na Into the Pandemonium. Druga część nie została jeszcze napisana.

## Lista utworów
1. "Progeny" – 5:01
2. "Ground" – 3:55
3. "A Dying God Coming Into Human Flesh" – 5:39
4. "Drown In Ashes" – 4:23
5. "Os Abysmi Vel Daath" – 6:41
6. "Obscured" – 7:04
7. "Domain of Decay" – 4:38
8. "Ain Elohim" – 7:33
9. Triptych I: "Totengott" – 4:27
10. Triptych II: "Synagoga Satanae" – 14.24
11. Triptych III: "Winter (Requiem, Chapter Three: Finale)" – 4:32

## Utwory bonusowe
1. "Temple of Depression" - 4:59 [na limitowanym digipacku]
2. "Incantation Against You" - 5:06 [na edycji winylowej i japońskiej]

## Twórcy
- Tom Gabriel "Warrior" Fischer - śpiew, gitary, aranżacje, programowanie
- Martin Eric Ain - gitara basowa, śpiew ("A Dying God Coming Into Human Flesh", "Tryptich I: Totengott", mówione partie "Tryptich II: Synagoga Satanae"), producent
- Erol Unala - gitary
- Franco Sesa - perkusja

## Pozycje na listach
| Lista   | Kraj       | Pozycja |
| ------- | ---------- | ------- |
| Top 100 | Szwajcaria | 41      |